# عوض راغب
عوض راغب (ولد في 19 مايو 1982)، لاعب كرة قدم أردني معتزل. لعب كمهاجم ومثل المنتخب الأردني من عام 2004 إلى عام 2008.

## روابط خارجية
- عوض راغب على موقع قاعدة بيانات كرة القدم.إي يو (الإنجليزية)
- عوض راغب على موقع ناشيونال فوتبول تيمز (الإنجليزية)
- عوض راغب على موقع كووورة